# Heldenreise
Die Taten eines Helden in Mythen, Romanen, Filmen und Videospielen ereignen sich auf einer Heldenfahrt oder Heldenreise, manchmal auch Quest genannt, die durch typische Situationsabfolgen und Figuren gekennzeichnet ist. Diese archetypische Grundstruktur (Typus) wird nach einem Begriff von James Joyce (1939) auch als „Monomythos“ bezeichnet. Der Begriff Monomythos beschreibt eine einzelne konsistente Erzählung, die in ubiquitärer Weise und Ausprägungen ihren Ausdruck findet. 
Das Konzept der Heldenreise schließt an narratologische Arbeiten russischer Philologen, wie etwa die Morphologie des Märchens (1928) von Vladimir Propp  und Jurij M. Lotmans Struktur literarischer Texte (1970), an.
Als ein Grundmuster der Mythologien hat der amerikanische Mythenforscher Joseph Campbell (1904–1987) das Motiv der Heldenfahrt erforscht. Nach Campbell können die analysierten Strukturen des Monomythos in unterschiedliche Stadien und diese wiederum in mehrere Stationen unterteilt werden. Dabei setzt sich der einheitliche Kern des Monomythos aus der chronologischen Abfolge von Separation, Initiation und Rückkehr der zentral handelnden Figur zusammen.

## Theoretische Grundlagen
Erzählungen gehören zur anthropologischen Grundausstattung, sie sind, wie es Roland Barthes (1985) beschrieb, international, transhistorisch, transkulturell. Erzählte Geschichten sind eine anthropologische Universalie. Ein wichtiger Aspekt des Erzählens, wie er auch in der Erzähltheorie erfasst wird, sind die in der (fiktiven) Welt dargestellten und handelnden Figuren, als symbolische Träger. In allen Erzählungen begegnen den Rezipienten Figuren mit Zielen, Wünschen und Emotionen.
Nach Vogler hat Joseph Campbell in seiner globalen Analyse der verschiedensten „Heros-Mythen“ erkannt, dass es sich letztlich immer um die gleiche Geschichte handelte, die in vielfältigen Variationen immer wieder verarbeitet werden.
Der Entwicklungsweg einer Figur kann symbolisch als „mythologische Heldenreise“ dargestellt werden. Im Verlaufe dieses Entwicklungsweges begegnet der Rezipient unterschiedlichen Ausgestaltungen, das heißt die Figur wird zu unterschiedlichen Gestalten bzw. nimmt unterschiedliche Rollen ein. Solche Ausgestaltungen der Figuren und deren Rollen können als Archetypen interpretiert werden.

## Stationen einer Heldenreise (nach Campbell)
Die Stationen einer Heldenreise (nicht alle finden in jeder mythologisch relevanten Story statt) stellen sich nach Campbell wie folgt dar:

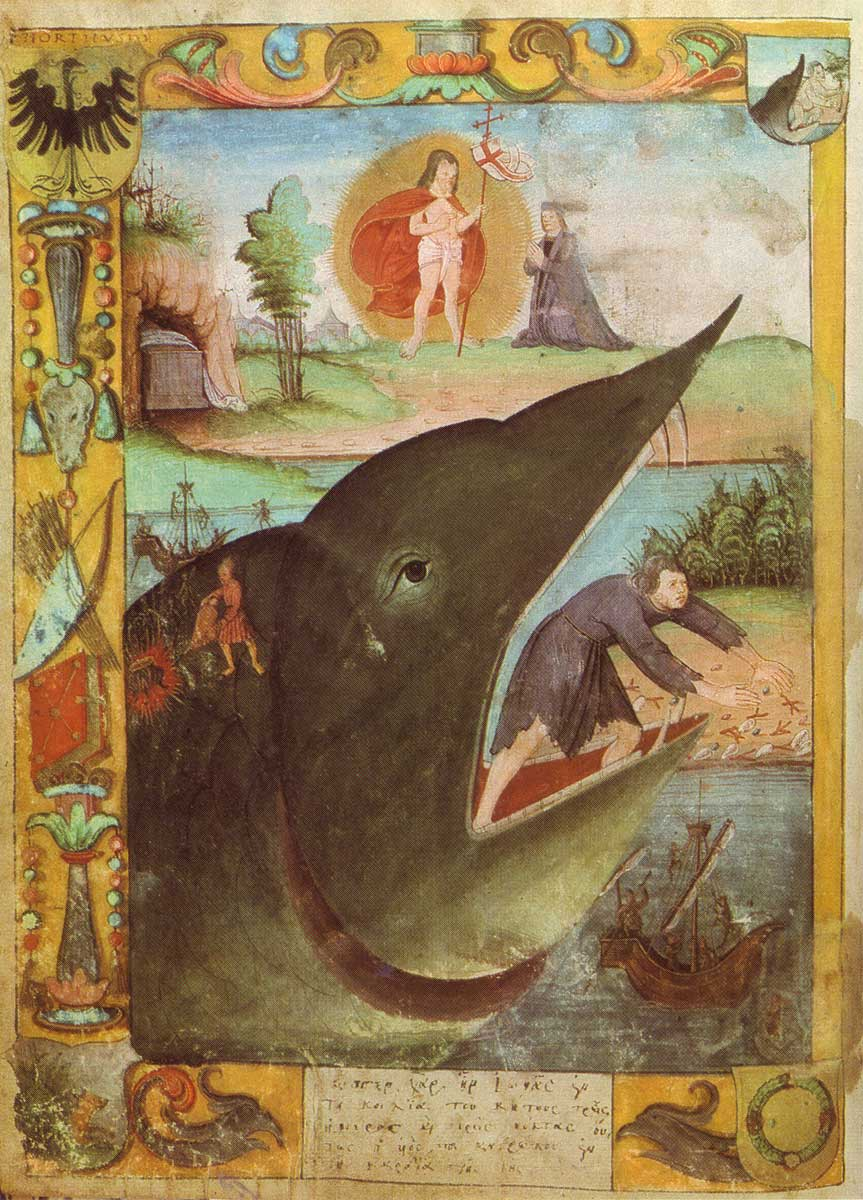
Jona wird vom Wal verschlungen. 16. Jahrhundert.

1. Der Ruf des Abenteuers (Berufung): Erfahrung eines Mangels oder plötzliches Erscheinen einer Aufgabe.[9]
2. Weigerung: Der Held zögert, dem Ruf zu folgen, beispielsweise, weil es gilt, Sicherheiten aufzugeben.[10]
3. Übernatürliche Hilfe: Der Held trifft unerwartet auf einen oder mehrere Mentoren.
4. Das Überschreiten der ersten Schwelle: Er überwindet sein Zögern und macht sich auf die Reise.
5. Der Bauch des Walfischs: Die Probleme, die dem Helden gegenübertreten, drohen ihn zu überwältigen – zum ersten Mal wird ihm das volle Ausmaß der Aufgabe bewusst.
6. Der Weg der Prüfungen: Auftreten von Problemen, die als Prüfungen interpretiert werden können (Auseinandersetzungen, die sich als Kämpfe gegen die eigenen inneren Widerstände und Illusionen erweisen können).[11]
7. Die Begegnung mit der Göttin (oder dem Gott): Dem Helden (oder der Heldin) wird die gegengeschlechtliche Macht offenbar.
8. Die Frau als Versucherin: Die Alternative zum Weg des Helden kann sich auch als vermeintlich sehr angenehme Zeit an der Seite einer (verführerischen) Frau offenbaren (vgl. Odysseus/Kirke).
9. Versöhnung mit dem Vater: Die Erkenntnis steht dem Helden bevor, dass er Teil einer genealogischen Kette ist. Er trägt das Erbe seiner Vorfahren in sich bzw. sein Gegner ist in Wahrheit er selbst oder in ihm selbst.
10. Apotheose: In der Verwirklichung der Reise des Helden wird ihm offenbar, dass er göttliches Potenzial in sich trägt (in Märchen oft symbolisiert durch die Erkenntnis, dass er königliches Blut in sich trägt).
11. Die endgültige Segnung: Empfang oder Raub eines Elixiers oder Schatzes, der die Welt des Alltags, aus der der Held aufgebrochen ist, retten könnte. Dieser Schatz kann auch aus einer inneren Erfahrung bestehen, die durch einen äußerlichen Gegenstand symbolisiert wird.
12. Verweigerung der Rückkehr: Der Held zögert, in die Welt des Alltags zurückzukehren.
13. Die magische Flucht: Der Held wird durch innere Beweggründe oder äußeren Zwang zur Rückkehr bewegt, die sich in einem magischen Flug oder durch Flucht vor negativen Kräften vollzieht.
14. Rettung von außen: Eine Tat oder ein Gedanke des Helden auf dem Hinweg wird nun zu seiner Rettung auf dem Rückweg. Oftmals handelt es sich um eine empathische Tat einem vermeintlich „niederen Wesen“ gegenüber, die sich nun auszahlt.
15. Rückkehr über die Schwelle: Der Held überschreitet die Schwelle zur Alltagswelt, aus der er ursprünglich aufgebrochen war. Er trifft auf Unglauben oder Unverständnis und muss das auf der Heldenreise Gefundene oder Errungene in das Alltagsleben integrieren. (Im Märchen: Das Gold, das plötzlich zur Asche wird)
16. Herr der zwei Welten: Der Held vereint Alltagsleben mit seinem neu gefundenen Wissen und damit die Welt seines Inneren mit den äußeren Anforderungen.
17. Freiheit zum Leben: Das Elixier des Helden hat die „normale Welt“ verändert; indem er sie an seinen Erfahrungen teilhaben lässt, hat er sie zu einer neuen Freiheit des Lebens geführt.[12]

Dieses Modell der Heldenreise wurde von einigen Autoren wie z. B. Christopher Vogler, Blake Snyder und Carol S. Pearson adaptiert und teilweise anders unterteilt.